# Grünhain-Beierfeld
Grünhain-Beierfeld è un comune di 6.514 abitanti del libero stato della Sassonia, Germania, nel circondario dei Monti Metalliferi.